# Stazione meteorologica di Perugia Centro
La stazione meteorologica di Perugia Centro è la stazione meteorologica di riferimento relativa all'area urbana della città di Perugia.

## Coordinate geografiche
La stazione meteorologica si trova nell'area climatica dell'Italia centrale, nell'Umbria, in Provincia di Perugia, nel comune di Perugia, a 520 metri s.l.m. e alle coordinate geografiche 43°06′N 12°23′E.

## Dati climatologici
In base alla media trentennale di riferimento 1961-1990, la temperatura media del mese più freddo, gennaio, si attesta a +4,2 °C; quella del mese più caldo, luglio, è di +22,8 °C.
Le precipitazioni medie annue si aggirano attorno agli 850 mm, mediamente distribuite in 96 giorni, con minimi contenuti in inverno ed estate e picchi moderati in primavera ed autunno .
| Perugia Centro                     | Mesi | Mesi | Mesi | Mesi | Mesi | Mesi | Mesi | Mesi | Mesi | Mesi | Mesi | Mesi | Stagioni | Stagioni | Stagioni | Stagioni | Anno |
| Perugia Centro                     | Gen  | Feb  | Mar  | Apr  | Mag  | Giu  | Lug  | Ago  | Set  | Ott  | Nov  | Dic  | Inv      | Pri      | Est      | Aut      | Anno |
| ---------------------------------- | ---- | ---- | ---- | ---- | ---- | ---- | ---- | ---- | ---- | ---- | ---- | ---- | -------- | -------- | -------- | -------- | ---- |
| T. max. media (°C)                 | 6,9  | 8,4  | 11,7 | 15,7 | 20,4 | 24,9 | 28,2 | 28,0 | 23,6 | 17,6 | 12,0 | 8,1  | 7,8      | 15,9     | 27,0     | 17,7     | 17,1 |
| T. min. media (°C)                 | 1,5  | 2,0  | 4,1  | 7,1  | 10,9 | 14,7 | 17,3 | 17,4 | 14,6 | 10,4 | 6,2  | 2,9  | 2,1      | 7,4      | 16,5     | 10,4     | 9,1  |
| Precipitazioni (mm)                | 61   | 60   | 70   | 79   | 76   | 64   | 39   | 45   | 76   | 102  | 103  | 75   | 196      | 225      | 148      | 281      | 850  |
| Giorni di pioggia                  | 8    | 8    | 9    | 10   | 10   | 7    | 4    | 4    | 7    | 9    | 10   | 10   | 26       | 29       | 15       | 26       | 96   |
| Eliofania assoluta (ore al giorno) | 3,1  | 3,7  | 5,0  | 5,4  | 6,7  | 7,7  | 9,6  | 8,4  | 6,9  | 6,3  | 3,7  | 2,8  | 3,2      | 5,7      | 8,6      | 5,6      | 5,8  |